# آب بيد (مقاطعة دورود)
آب‌بيد (بالفارسية: آب‌بید) هي قرية تقع في قسم دورود الريفي (مقاطعة دورود) في إيران. يقدر عدد سكانها بـ 26 نسمة .